# Friedrich Christoph Mayer

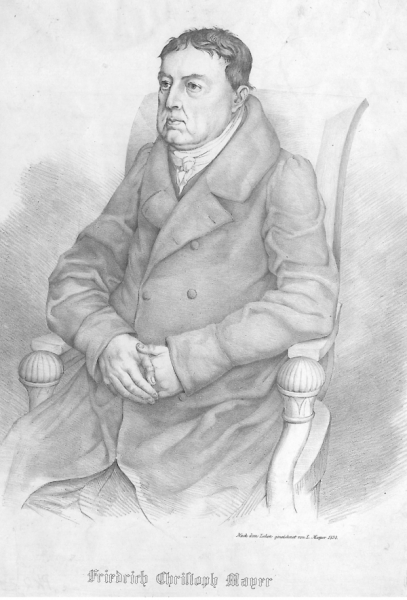
Friedrich Christoph Mayer (1838)

Friedrich Christoph Mayer (* 2. November 1762 in Ludwigstal; † 7. März 1841 in Stuttgart) war reichsritterschaftlicher Amtmann, danach Konsulent des Ritterkantons Odenwald, später Großherzoglich Hessischer Hofrat.

## Leben
Mayer stammte aus Ludwigstal bei Tuttlingen. Seine Eltern waren Jakob Friedrich Mayer († 1809), Rat und Bergverwalter in Diensten des Fürsten von Hohenzollern-Sigmaringen, und Elisabeth Bez. An der Universität Tübingen studierte Friedrich Christoph Mayer Rechtswissenschaften. 1785 kam er als reichsritterschaftlicher Amtmann der Herren von Helmstatt nach Bischofsheim im Kraichgau, wo er im Alexanderschlösschen wohnte und im Mai 1785 Johanna Henriette Friederike Hartmann (1762–1820) heiratete. Im Hause Mayer verkehrten zu jener Zeit viele Dichter und Geisteswissenschaftler, darunter Johann Heinrich Jung-Stilling und Friedrich von Matthisson. Mayer soll sich dort auch dem Malen und Zeichnen gewidmet haben, während seine Gemahlin musikalisch begabt war. Im Jahr 1797 kam er als reichsritterschaftlicher Amtmann zu den ebenfalls dem Ritterkanton Kraichgau angehörenden Herren von Gemmingen nach Heilbronn. 1803 wurde er Konsulent beim Ritterkanton Odenwald des Ritterkreises Franken der Reichsritterschaft und bezog das Greckenschloss in Kochendorf. Im November 1808 zog er wieder für mehrere Jahre nach Heilbronn. 1837 verfasste er Erinnerungen aus meinem Leben, deren Autograph im Deutschen Literaturarchiv Marbach am Neckar aufbewahrt wird und die im Jahre 2007 von der Nachfahrin Brigitte Dollinger, geb. Mayer (Bietigheim-Bissingen), als Privatdruck veröffentlicht wurden.

## Familie
Das Paar Mayer-Hartmann hatte vier Söhne: Karl Mayer (1786–1870) war Dichter, August Mayer (* 1792) war Jurastudent und Dichter und kam 1812 beim Russlandfeldzug zu Tode, Louis Mayer (1791–1843) war Maler und Fritz Mayer (1794–1884) war Kaufmann, der das Hüttenwerk in Wasseralfingen und später die Saline Friedrichshall leitete. Die Tochter Wilhelmine (1798–1867) war Ehefrau des Staatsrats August Friedrich von Köstlin und Mutter des Juristen Karl von Köstlin, ihre Schwester Auguste war Ehefrau des Heilbronner Stadtschultheißen Johann Clemens Bruckmann.

## Politik
Von 1815 bis 1817 war Mayer für das Oberamt Heilbronn Abgeordneter der württembergischen Ständeversammlung, wo er zu den Hauptrednern der Opposition und den führenden „Altrechtlern“ zählte, die sich für die Wiederherstellung der ständischen Verfassung Altwürttembergs einsetzten. 1819 kandidierte er im Wahlkreis Gmünd erfolglos für die Ständeversammlung. 1830 wurde er schließlich für die Stadt Heilbronn in einer Ersatzwahl für den ausgeschiedenen Gottlieb Link in die württembergische Kammer der Abgeordneten gewählt, der er bis 1831 angehörte.